# 2020年安邦直升機空中相撞事故
2020年11月8日11時45分，兩架亙柏直升機在馬來西亞雪蘭莪州鵝嘜縣安邦的美拉華蒂花園上空相撞，造成二死二傷。兩架直升機皆屬於同一家俱樂部，在進行飛行訓練時相撞，導致其中一架直升機墜毀，機上兩人當場喪命。死者後來經證實為莫哈末沙比里（Mohamed Sabri Baharom）及莫哈末伊凡（Mohd Irfan Mohamed Rawi）。另一架直升機則成功迫降在附近學校的草場，機上的馬來西亞航空前首席執行官阿末佐哈里及陳彩英（Tan Chai Eian，譯音）僅受輕傷。馬來西亞交通部及警方均已展開調查工作。

## 事故背景

### 失事機體
兩架涉事直升機皆爲法國直升機製造商亙柏所生產，型號為Cabri G2。直升機的注冊編號分別為及，其中漆上紅色塗裝，則有藍色塗裝，兩架直升機皆爲俱樂部所擁有。涉事機體皆無配備黑盒子。
亙柏最多只能容納兩人，並配有3扇旋翼，在最高時速100節下可持續飛行4小時30分鐘。航空專家稱此機型經常用於飛行訓練，若引擎失效，其三扇旋翼使機體在“自動旋轉”時更加穩定，有助安全降落。
2010年4月19日，德國巴登發生第一起涉及亙柏的意外之後，此機型在10年内陸續錄得另43起意外事故（不計入此事件），而此事件亦為馬來西亞乃至東南亞第一宗涉及該機型的航空事故。

### 直升機俱樂部
涉事的兩架直升機皆爲俱樂部所有。俱樂部成立於2018年8月，飛行基地設在梳邦蘇丹阿都阿兹沙機場。在此事件中受輕傷的馬航前首席執行員阿末佐哈里為該俱樂部主席，而在意外中喪命的莫哈末沙比里則爲俱樂部的首席飛行教官。俱樂部約40名成員中包括了直升機機師、機主、退休航空專才及飛行愛好者，以及獲馬來西亞民航管理局與歐洲航空安全局認證的飛行教官。俱樂部也獲民航管理局批准開辦私人直升機機師證照（Helicopters’ Private Pilot Licence (PPL (H)）課程，且因俱樂部并非商業機構，其課程費用也遠低於市價。
在無舉行新晉機師訓練課程時，俱樂部成員會駕駛直升機飛往其他州屬享用當地美食。Instagram上一則6月20日上載的影片中，在此次意外中墜毀的蓝色直升機在雪蘭莪州瓜拉冷岳蚶山（Bukit Jugra）執行飛行特技，近距離降落在數名自行車騎士之外後起飛快速沿山坡飛行而下。

## 事發過程
|  |

四名涉事人員在出發前曾合影留念。上午11時13分，兩架肇事直升機于梳邦蘇丹阿都阿兹沙機場起飛，目的地為彭亨州文冬的雲頂山脚。兩架直升機内各有一名指揮官及一名學員，其中藍色直升機載有莫哈末沙比里及莫哈末伊凡，紅色直升機則載有阿末佐哈里及陳彩英。當時他們正進行由莫哈末沙比里主導的聯合飛行（combined flight）。兩名機師經驗豐富，累積飛行時間均超過7000小時。11時28分，兩架直升機調頭，向鵝嘜方向飛去。
11時45分，兩架直升機在美拉華蒂花園上空相撞，當時直升機的飛行高度為約400公尺。目擊者稱當時紅色直升機撞向飛在前方的藍色直升機，導致該直升機後方被扯落並高速下墜。報導亦稱該直升機其中一扇旋翼折損，並以近乎垂直的角度墜在地面，但避開了附近的幾所公寓。紅色直升機則在空中停留一會兒後成功迫降在附近的美拉華蒂花園淡米爾小學草場。

## 事故後續

### 援救及善後
雪蘭莪消防及拯救隊在11時47分接獲投報，派遣三支拯救隊伍前往援救。事發後附近居民趕赴現場查看，發現機上四名人員仍係在座位上，其中紅色直升機陷入草場的軟泥裏，機上兩人傷勢輕微、意識清醒，藍色直升機則損壞不堪，機上兩人當場死亡。吉隆坡航空救援協調中心（Kuala Lumpur Aeronautical Rescue Coordination Centre, KL ARCC）也獲啓動，即時協調救援行動。消拯局與警方分別在下午一時許證實兩名死者的死訊。由於事故發生地點處於國際山莊州議席轄内，國際山莊州議員兼馬來西亞國際貿易及工業部長阿兹敏阿里也趕赴現場視察，并要求警方作出深入調查。
民航管理局調查人員與警方科學鑒證組皆在直升機墜毀現場進行調查。下午三時，兩名傷者乘坐一輛警車離開事故現場，並拒絕對媒體發言。警方稱兩人被送往安邦醫院接受治療。下午五時許，飛機殘骸經過約一小時的拆卸程序後被送往梳邦蘇丹阿都阿兹沙機場機庫待進一步調查。

### 尸體剖驗
下午1時40分左右，死者的遺體從事故現場移出。起初，遺體據稱將被送往吉隆坡中央醫院的國家法醫醫藥機構（National Institute of Forensic Medicine）進行解剖，家屬也在接獲消息後趕往醫院。唯下午三時許，該機構發言人稱遺體將送至蕉賴的馬來西亞國立大學醫藥中心。
4時23分，兩具遺體送抵國大醫藥中心，該中心隨後發佈文告稱遺體解剖將照冠病疫情期間的標準作業程序進行，尸檢因遺體需事先進行冠病的快速抗原檢測而推遲至次日。兩名死者的冠病檢測皆呈陰性反應。院方也爲遺體進行X光及電腦斷層掃描，以鑒定死者經受的體内損傷。在家屬認尸後，法醫接連為死者莫哈末沙比里及莫哈末伊凡進行剖檢。在事故中受傷的阿末佐哈里及陳彩英也到場慰問家屬，但仍拒絕接受媒體訪問。院方隨後將驗尸報告呈交予警方。

### 遺體入土
驗尸程序在事故發生的隔日完成。前海軍軍官莫哈末沙比里的遺體由馬來西亞皇家海軍人員接走，送往馬來西亞國防部附近的清真寺進行祈禱儀式。遺體之後被送往峇都喼鎮的穆斯林墓地安葬。除家人近親之外，各界友人包括軍中摯友及涉及意外的阿末佐哈里亦有出席。
莫哈末伊凡的遺體則由家人接領，送往梳邦加里爾峰的祈禱室進行祈禱儀式，後葬在USJ 22穆斯林墓地。家人及摯友均出席觀禮。

## 調查工作
馬來西亞交通部長魏家祥在事故發生約三小時後發表文告。他稱交通部轄下的航空事故調查局已依據國際民用航空組織發佈的《附件13 - 航空意外及事故調查》（Annex 13 -  Aircraft Accident and Incident Investigation）展開調查工作。參照附件標準，初步調查報告需在事故發生的首三十日内出爐。他亦强調調查主旨并非追責，而是鑒定事發境況及事故肇因，保障人民性命之餘也避免憾事重演。
事發時馬來西亞大部分地區因冠病疫情而受政府頒佈的有條件行動管制令約束，政府為遏止疫情散播而禁止民衆進行部分活動。然而交通部消息指飛行培訓并未被禁，因此飛行活動可按照標準作業程序進行。
事故當午，警方稱將以猝死角度調查案件，并已在事發現場向兩名傷者錄供。航空事故調查局則稱次日將傳召兩名傷者協助調查工作。9日，警方發表文告表示已向七人錄供，并鑒定另20名證人；11日，警方再指21名證人已給供，該局也派員前往梳邦機場對直升機殘骸進行調查工作。俱樂部也在同日發表文告，表示將全力配合有關單位的調查工作。

## 涉事人員
藍色直升機機師为56歲的莫哈末沙比里，学员则为41歲的莫哈末伊凡，两人皆在意外中喪命。紅色直升機的機師則爲66歲的馬航前首席執行員阿末佐哈里，他和51歲的陳彩英在事件中僅受輕傷。
莫哈末沙比里生前曾是馬來西亞皇家海軍指揮官，通曉德語，是一名具經驗的直升機機師，亦是一名出色的泳手。1984年，他獲派前往德國海軍學院，并在1986年畢業，同年晉升為執行少尉。訓練期間，他利用學假及周末空擋考獲私人機師執照。1990年，他在柔佛居鑾的馬來西亞皇家空軍直升機訓練中心通過了考試，正式成爲一名海軍機師。他繼續在軍中服務，直至20年後退役，并在2010年前往中東為商業航空公司服務。他同時擁有固定翼飛機及旋翼航空器的飛行駕照。2018年，他成爲了俱樂部的首席飛行教官。在家中排名第二的他生前未婚，留下75歲的母親及四個兄弟。
莫哈末伊凡生前為一名遙感及地理空間技術專才，在馬來西亞國内航空、航天與信息及通訊技術行業内廣受招攬。他曾幫助政府機構及當地行業掌握遙感及地理空間技術，並擅長運用無人航空載具協助航空監測、地圖繪製與收集地理數據。他於2001年完成了馬來西亞工藝大學的五年遙感學士課程，涉身職場數年後成立有限公司並擔任首席執行官。他生前曾計劃與演員埃斯瑪·丹尼爾製作一部關於飛行的電影。
莫哈末伊凡來自吉蘭丹州彭加蘭芝柏，從小就對飛行有著濃厚的興趣，并成功取得了飛行執照。意外發生時，他連撥九通電話給家人，但家人并未察覺，之後嘗試回電卻無人接聽。直到墜機照片在社交媒體上傳開，家人通過辨認直升機注冊號及他的手錶，才知曉他發生意外。在家中排名第四的他留下73歲的母親、九名兄弟姐妹、遺孀及五名孩子。